# 布洛克岛陨石
布洛克岛陨石（Block Island meteorite）正式名称为“子午湾高原 006”，简称“MP 006”，是2009年7月17日，机遇号火星车在火星上发现的一块陨石，其直径约为67厘米（26英寸）。

## 历史
布洛克岛是火星车在子午线高原数百米范围内遇到的三颗铁陨石中的第一颗，其他二颗为谢尔特岛（第二颗发现的陨石）和麦基诺岛（第三颗发现的陨石）。
关于布洛克岛陨石何时落到火星上，目前尚未有强有力的证据，从大气层条件推测，偏向抵达于诺亚纪晚期。布洛克岛陨石可能已被严重风化，或者相反，包裹它的特征可能只是它在穿过大气层时形成的表面气印。与某些说法相反，布洛克岛显示的尺寸对现代火星大气层来说并不是太大，虽然大气密度越大，就越能有效地产生出块状岛型陨石。

## 另请查看
- 大气层重返
- 弹跳岩
- 陨石学辞汇
- 热盾岩
- 火星陨石列表
- 火星岩石列表
- 红岛陨石